# Přírodní park Hostýnské vrchy
Přírodní park Hostýnské vrchy se nachází na území okresů Zlín a Kroměříž v oblasti vnějších západních Karpat o celkové rozloze 20 400 ha. Kroměřížská část na ploše 9 800 ha byla vyhlášena jako oblast klidu v roce 1989, přehlášena na přírodní park v roce 1995. Zlínská část na ploše 10 600 ha byla vyhlášena v roce 1993.
Nachází se zde enklávy bukových a jedlobukových lesů, na pastvinách a prameništích se vyskytují některé vzácné druhy rostlin. Především druhy z čeledi Orchidaceae.